# ان‌دابلیو الکتروموبیل
ان‌دابلیو الکتروموبیل (NW Elektromobil) خودرویی است که در سال‌های ۱۹۰۰، ۱۹۰۱در موراوی تولید شده‌است.
طراحی آن خودروهای موتور عقب-محور عقب بوده طول آن در حالت طبیعی ۳٬۲۲۰ میلیمتر (۱۲۶٫۸ اینچ) و  عرض آن در حالت طبیعی ۱٬۲۹۶ میلیمتر (۵۱٫۰ اینچ)  است. 